# 고행

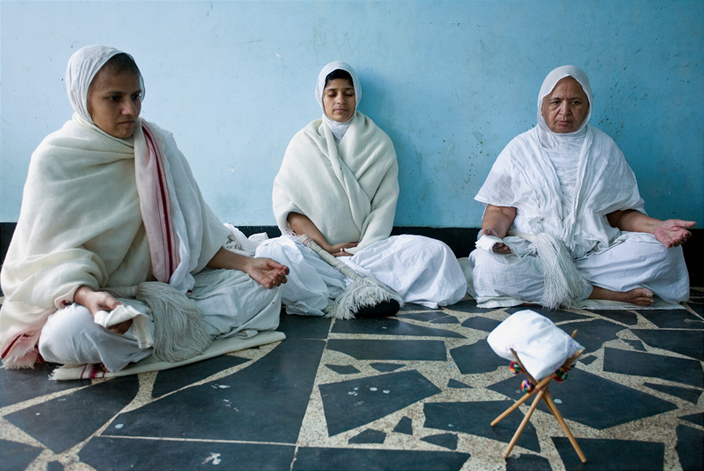
고행 - 자이나교 명상을 수행하는 모습

고행(苦行, 산스크리트어: तपस् 타파스)은 인도 종교의 엄격한 영적 명상 관행이다. 자이나교에서는 금욕주의(금욕, 육체 고행)를 의미한다. 불교에서는 명상과 자기 수양을 포함한 영적 실천을 의미한다. 그리고 힌두교 내의 다른 전통에서 고행은 금욕주의, 내면의 정화, 명상 수행에 의한 자기 훈련에 이르는 일련의 수행을 의미한다. 고행은 종종 고독을 수반하며 해탈의 수단으로 여겨지는 수도 관행의 일부이다.
힌두교의 베다 문학에서 타파스에 기초한 융합어는 명상, 특별한 관찰과 통찰력에 도달하기 위한 모든 과정, 요기나 고행자의 영적 황홀경, 심지어 성적 친밀감의 따뜻함과 같은 열이나 내면의 에너지를 통해 발전하는 몇 가지 영적 개념을 설명하기 위해 널리 사용된다. 특정 상황에서 이 용어는 참회, 경건한 활동, 심한 명상을 의미한다.

## 같이 보기
- 열반
- 사티아그라하
- 소마 (음료)